# Werner Schröder (MfS-Mitarbeiter)
Werner Schröder (* 19. Februar 1929 in Hartmannsdorf; † 16. Januar 1991 in Berlin) war Oberst des Ministeriums für Staatssicherheit (MfS) und von 1975 bis 1989 Leiter der Zentralen Arbeitsgruppe Geheimnisschutz (ZAGG) des MfS.

## Leben
Nach dem Besuch der Volksschule absolvierte Schröder von 1943 bis 1945 eine Lehre als technischer Zeichner, beendete diese jedoch zunächst ohne Abschluss. 1945 kam er in ein Wehrertüchtigungslager der Hitlerjugend. Später trat er der KPD bei. Nach einjähriger Arbeitslosigkeit arbeitete er ab 1946 als Schlosser und beendete seine Lehre als technischer Zeichner. 1950 wurde er bei der Kreisdienststelle Flöha (Sachsen) des MfS eingestellt. 1951 war er Kursant, 1952 Lehrer an der Juristischen Hochschule der Staatssicherheit (JHS) in Potsdam-Eiche. 1954 übernahm er einen Lehrstuhl an der MfS-Schule in Eberswalde, ehe ihm 1956 die Leitung der MfS-Schule in Teterow übertragen wurde. 1958 wurde Schröder zur Hauptabteilung (HA) V (Staatsapparat, Kultur, Kirchen, Untergrund, später HA XX) des MfS Berlin versetzt, wo er ab 1959 als Abteilungsleiter tätig war. 1969 erwarb er den Titel des Diplom-Juristen an der JHS. Dabei wurde sein zusammen mit weiteren Autoren verfasstes, 29-seitiges Thesenpapier zu einer anderen Dissertation unter dem Titel „Die staatsfeindliche Gruppe Jugendlicher und junger Erwachsener und ihre vorbeugende Bekämpfung durch das Ministerium für Staatssicherheit“ als Diplomarbeit anerkannt. 1970 wurde er zum stellvertretenden Leiter der ZAGG ernannt, 1973 zum Oberst befördert und 1975 mit der alleinigen Leitung der ZAGG betraut. Im Zuge der politischen Wende in der DDR wurde Schröder im Dezember 1989 von seiner Funktion entbunden und im Januar 1990 entlassen. Er verstarb als Rentner in Berlin.